# 大野城 (尾張国海部郡)
大野城（おおのじょう）は、尾張国海部郡（現愛知県愛西市）にあった日本の城。愛西市指定史跡。

## 略歴
1584年、蟹江城の支城の一つとして、織田信雄の家臣、佐久間信栄（正勝）によって築城される。
天正12年（1584年）4月、小牧・長久手の戦いでは、徳川家康側の城となる。同年6月、羽柴秀吉は長期化する戦いを決するため、滝川一益、九鬼嘉隆率いる安宅船を動員した水軍で威圧しつつ調略で前田長定（種定）が守る蟹江城を攻略し、長定の弟・前田長俊（利定）の守る下市場城、長男・前田長種の守る前田城をも調略した。しかし、佐久間信栄の家臣で大野城を守っていた山口重政は母親を人質に取られたが調略に応じなかったため、滝川らは大野城を攻めた。山口重政は城を守ったが落城寸前まで追い詰められた。急を知った徳川家康・信雄らが軍を率いて大野城付近に急行したため、攻め手は包囲を解いて引き上げ、大野城は落城を免れた。滝川らは蟹江城に、九鬼勢は下市場城に籠ったが、家康と信雄の軍はこれらの城および蟹江城を次々と攻略していった。この間、大野城に家康の本陣が置かた。
この戦い（蟹江城合戦）が小牧・長久手の戦いの趨勢に決着をつけ、和議への流れが形成されたといわれている。
廃城時期は不明だが、天正13年11月（1586年1月）の天正大地震で大きな損害を被っている事から、そのまま廃城にされた可能性が高い。

## 現状
屈曲した大膳川の右岸・水田の中が当時の城跡である。遺構はほぼ滅失（あるいは埋没）し、城跡を示す石碑が立っている。愛西市の史跡に指定されている。

## 所在地
- 愛知県愛西市大野町郷前218